# Wielersport op de Paralympische Zomerspelen 1992
De IXe Paralympische Spelen werden in 1992 gehouden in het Spaanse Barcelona, waar ook dat jaar de Olympische Spelen werden gehouden. Dit was de laatste keer dat de Zomer en de Winter Spelen in hetzelfde jaar werden gehouden. Wielrennen was een van de 16 sporten die werden beoefend tijdens deze spelen. Tandem voor de mannen stond voor het eerst op het programma.

## Mannen

### Weg

#### Tandem
| \| Rank \| Land \| Tijd \| \| ---- \| ----------- \| ---------- \| \| 1 \| Nederland \| 1:01:37.33 \| \| 2 \| Zwitserland \| 1:01:52.58 \| \| 3 \| Duitsland \| 1:01:55.07 \| |             |            |
| Rank | Land        | Tijd       |
| 1 | Nederland   | 1:01:37.33 |
| 2 | Zwitserland | 1:01:52.58 |
| 3 | Duitsland   | 1:01:55.07 |

| Klasse | Evenement    | Tijd    | land | Goud                          | land | Zilver                       | land | Brons                            |
| ------ | ------------ | ------- | ---- | ----------------------------- | ---- | ---------------------------- | ---- | -------------------------------- |
| open   | wegwedstrijd | 2:42:13 | GER  | Hans-Jorg Furrer Frank Hoefle | NED  | Jan Mulder Catharinus Beumer | ESP  | Jose Santiago Juan Carlos Molina |

#### Tweewielers
| Klasse   | Evenement    | Tijd    | land | Goud               | land | Zilver          | land | Brons               |
| -------- | ------------ | ------- | ---- | ------------------ | ---- | --------------- | ---- | ------------------- |
| LC1      | wegwedstrijd | 1:54:56 | FRA  | Francisco Trujillo | AUT  | Wolfgang Eibeck | ESP  | Jose Antonio Garcia |
| LC2      | wegwedstrijd | 1:38:40 | CAN  | Patrice Bonneau    | TCH  | Lubomir Simovec | FRA  | Pascal Montastier   |
| LC3      | wegwedstrijd | 1:33:36 | AUT  | Norbert Zettler    | USA  | Pier Beltram    | ESP  | Miguel Perez        |
| CP Div 3 | tijdrit 5km  | 6:49.83 | GER  | Thomas Beer        | CAN  | Gary Longhi     | KOR  | Jong Kil Kim        |

#### Driewielers
| Klasse   | Evenement       | Tijd    | land | Goud      | land | Zilver        | land | Brons         |
| -------- | --------------- | ------- | ---- | --------- | ---- | ------------- | ---- | ------------- |
| CP Div 1 | tijdrit 1,500 m | 2:47.42 | BEL  | Guy Culot | USA  | Corey Huntley | BEL  | Geert Couchez |

## Vrouwen

### Weg

#### Tweewielers
| Klasse   | Evenement   | Tijd    | land | Goud           | land | Zilver          | land | Brons          |
| -------- | ----------- | ------- | ---- | -------------- | ---- | --------------- | ---- | -------------- |
| CP Div 3 | tijdrit 5km | 8:38.68 | USA  | Erika Benjamin | CAN  | Monique Glasgow | CAN  | Agnes Meszaros |

## Gemengd

### Weg

#### Tandem
| Klasse | Evenement    | Tijd    | land | Goud                          | land | Zilver                               | land | Brons                      |
| ------ | ------------ | ------- | ---- | ----------------------------- | ---- | ------------------------------------ | ---- | -------------------------- |
| open   | wegwedstrijd | 1:41:37 | ESP  | Ignacio Rodriguez Belen Perez | USA  | Elizabeth Heller Gregory Evangelatos | ITA  | Maria Erlacher Klaus Fruet |

Atletiek · Bankdrukken · Basketbal · Boogschieten · Boccia · CP-voetbal · Gewichtheffen · Goalball · Judo · Schermen · Schietsport · Tafeltennis · Tennis · Volleybal · Wielersport · Zwemmen
New York & Stoke Mandeville 1984 ·
Seoel 1988 ·
Barcelona 1992 ·
Atlanta 1996 ·
Sydney 2000 ·
Athene 2004 ·
Peking 2008 ·
Londen 2012 ·
Rio de Janeiro 2016 ·
Tokio 2020 ·
Parijs 2024 ·
Los Angeles 2028